# Падіння Триполі (1289)
Падіння Триполі — захоплення мусульманськими єгипетськими мамлюками міста Триполі, що призвело до ліквідації Триполійського графства, однієї з останніх держав хрестоносців на території сучасного Лівану. Битва відбулася в 1289 році та стала важливою подією в хрестових походах, оскільки вона ознаменувала захоплення одного з небагатьох великих володінь хрестоносців, що залишались на той час у Святій Землі. Ця подія представлена на рідкісній збереженій ілюстрації з нині фрагментарного рукопису, відомого як «Кодекс Кочареллі», створеного, як вважають, у Генуї в 1330-х роках. На ній зображено графиню Триполі Лючію і єпископа Тортози Варфоломія (отримав апостольський престол у 1278 р.), що спільно сидять на престолі у центрі обнесеного мурами Триполі, яке у 1289 році штурмує армія Калауна, яка вбиває жителів, що тікають на човнах у гавані та на сусідньому острові Св. Томаса.

## Передісторія
Триполійське графство, засноване в 1102 році як держава хрестоносців і переважно християнське, приблизно з 1260 року було васальною державою Монгольської імперії, після того, як Боемунд VI під впливом свого тестя , короля Кілійської Вірменії Гайтона I завчасно підкорився монголам, що швидко наближались. Триполі надав війська для пограбування Багдада у 1258 році, а також для монгольського вторгнення в Сирію в 1260 році, що спричинило ще більше тертя з мусульманським світом.
Після знищення ханом Хулагу Багдада та захоплення Дамаска, які були столицями відповідно Аббасидського та Аюбідського халіфатів, центр ісламської влади перейшов до єгипетського Мамлюцького султанату зі столицею в Каїрі. Приблизно в той самий час експансія монголів на захід була сповільнена внутрішніми конфліктами в їхній великій імперії. Мамлюки скористалися цим, щоб просунутися з Єгипту на північ і відновити панування над Палестиною та Сирією, відтіснивши ільханів назад до Персії. Мамлюки спробували взяти Триполі під час облоги 1271 року, але того ж місяця в Акру прибув флот англійського принца Едуарда. Мамлюків переконали погодитися на перемир'я як з Триполі, так і з принцом Едуардом, хоча його сили були надто малі, щоб бути справді ефективними.
Монголи, зі свого боку, не виявилися стійкими захисниками свого васала, християнського Триполійського графства. У 1282 році помер Абака-хан, правитель Держави Хулагуїдів, який був посланий до Європи, намагаючись створити франко-монгольський союз проти мусульман. Його наступником став Текудер, який прийняв іслам. Під керівництвом Текудера Держава Хулагуїтів бульше не була схильна захищати васальні християнські території від зазіхання братів по вірі. Це дало змогу єгипетським мамлюкам продовжувати напади на решту прибережних міст, які все ще перебували під контролем хрестоносців.
Текудер був убитий у 1284 році та замінений сином Абаки Аргун-ханом, який був більш прихильним до християнства. Він продовжував спілкуватися свого батька з Європою щодо можливості утворення альянсу, але все ще не виявляв особливого інтересу до захисту Триполі. Проте мамлюки продовжували розширювати свій контроль, завоювавши Маргат у 1285 році та Латакію у 1287 році.
У мамлюцького султана Калауна все ще було офіційне перемир'я з Триполійським графством, але християни дали йому можливість його порушити. Християнські сили йшли нерозумно. Замість того, щоб підтримувати об'єднаний фронт проти мусульман, вони впали у сварки між собою. Після передчасної смерті Боемунда VII у 1287 році його сестра Люсія Триполійська, що жила в Апулії зі своїм чоловіком Наржотом де Тусі, по праву мала стати його наступницею. Дві інші сестри, Ізабель (яка померла молодою) і Марія (на честь Миколи II Сент-Омерського), померли до нього. Однак його мати Сібілла Вірменська спробувала повторно призначити єпископа Тортози Варфоломія правити від свого імені. Згідно з «Тирським тамплієром», лицарі «дізналися, що вона збирається викликати єпископа Тортози, з яким у них виник конфлікт, суперечка та великі розбіжності. …Вони вирішили не терпіти цього, і вони пішли до принцеси… і сказали їй, що єпископ був їхнім ворогом, і що вони не хочуть, щоб він правив над ними в цей час». Зрештою Сібілла не досягла успіху, оскільки Люсія прибула, щоб претендувати на лідерство.

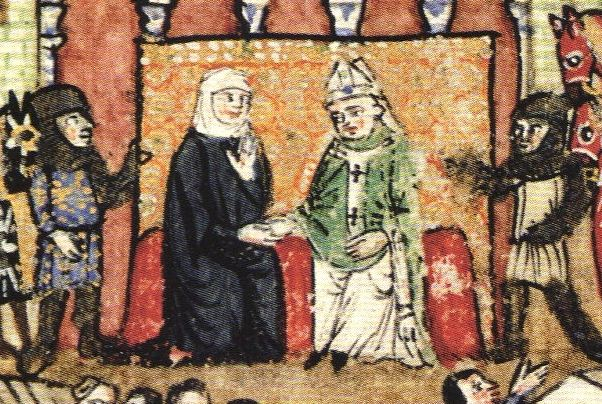
Після смерті Боемунда VII у 1287 році його мати, вдовуюча графиня Сибілла Вірменська, ⁣ спробувала призначити єпископа Тортози Варфоломія (на фото) правити від свого імені.

Лицарі та барони об'єдналися в 1288 році, щоб протистояти династичним претензіям родини Боемунд і замінити її комуною республіканського типу під керівництвом Бартоломео Ембріако з Гібелета, лорда Бесмедіна в Біблосі. Вони звернулися до Генуї з проханням про підтримку. Генуезькі консули погодилися за умови, що вони отримають більші квартири в старій частині Триполі та збільшать привілеї проживання. Бенедетто Заккарія (бл. 1235—1307), спритний генуезький торговий магнат був відряджений до Триполі для переговорів про умови. Бенедетто не боявся укладати таємні та суперечливі договори. Він переконав Лючію розширити поступки Генуї, за словами тирського тамплієра, загрожуючи вивести з Генуї п'ятдесят галер і взяти на себе контроль. Варфоломій також вів таємні переговори з Лучією, погодившись визнати її титул за умови, що вона прийме владу комуни і не надасть генуезцям жодних додаткових поступок. Коли домовленості між Лючією та Бенедетто стали публічними, було висловлено занепокоєння щодо несправедливої переваги генуезьких морських торгових операцій у регіоні. У «Тирському тамплієрі» повідомляється, що «двоє людей пішли до Александрії», щоб повідомити султану, що генуезці, якщо їх не зупинити, потенційно домінуватимуть у Леванті та перешкоджатимуть або ліквідуватимуть торгівлю мамлюків: «генуезці ринуть до Триполі з усіх боків; і якщо вони утримають Триполі, вони пануватимуть над хвилями, і станеться, що ті, хто прибуде до Александрії, будуть у них милосердя … Ця річ віщує дуже погане для купців, які діють у вашому королівстві». Спілкування дало миттєвий ефект. Маючи привід порушити перемир'я з Триполі, Калаун розпочав військові приготування до нападу на Триполі.

## Облога
Калаун розпочав облогу Триполі в березні 1289 року, прибувши зі значною армією та великими катапультами. У відповідь Комуна Триполі та знать надали верховну владу Люсії. У гавані на той час було чотири генуезькі галери, дві венеціанські галери та кілька невеликих човнів, деякі з них пізанські. Підкріплення було надіслано до Триполі лицарями тамплієрів, які послали сили під проводом Жоффруа де Вандака, а госпітальєри послали війська під керівництвом Метью Клермонтського. Французький полк був відправлений з Акри під командуванням Джона Грайлі. Кіпрський король Генріх II послав свого молодшого брата Амальріка з ротою лицарів і чотирма галерами. Багато некомбатантів втекли на Кіпр.
Мамлюки вистрілили з катапульт, дві вежі незабаром розвалилися під бомбардуванням, і захисники поспішно приготувалися до втечі. Мамелюки подолали зруйновані стіни та захопили місто 26 квітня, ознаменувавши кінець безперервного християнського правління, яке тривало 180 років, найдовшого з усіх великих франкських завоювань у Леванті. Люсії вдалося втекти на Кіпр разом з двома маршалами орденів і Альмаріком Кіпрським. Загинув комендант храму Петро з Монкади, а також Варфоломій Ембріако. Населення міста було вбито, хоча багатьом вдалося втекти на кораблях. Ті, хто знайшов притулок на сусідньому острові Сент-Томас, були захоплені мамлюками 29 квітня. Жінок і дітей забрали в рабство, а 1200 в'язнів відправили в Александрію для роботи в новому арсеналі султана.

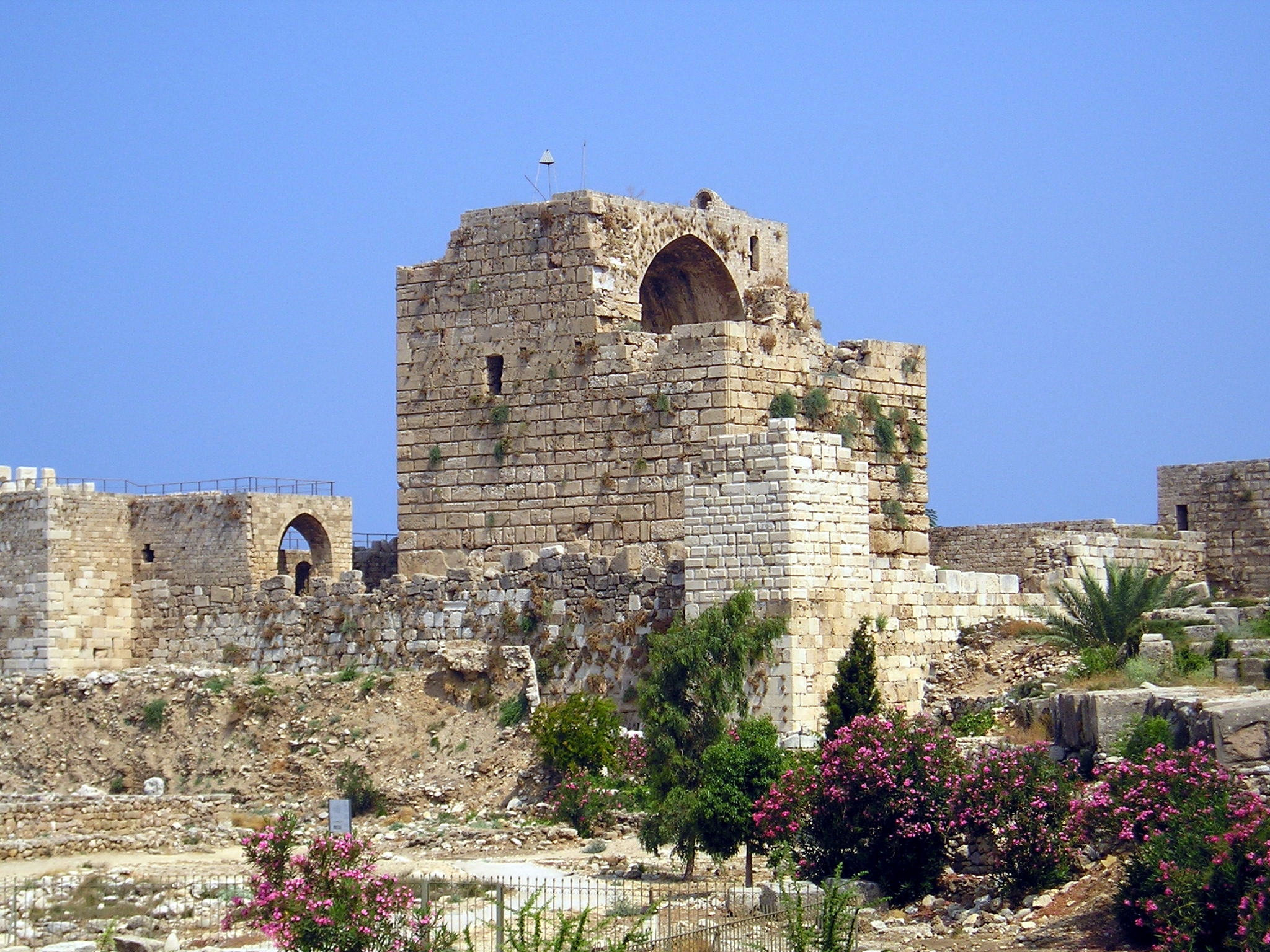
У районі Триполі лише феод Гібелет (сучасний Бібл) залишався вільним від завоювання мамлюків протягом ще приблизно 10 років.

Триполі зрівняли із землею, і Калаун наказав побудувати новий Триполі в іншому місці, за кілька миль углиб країни біля підніжжя гори Пілігрим. Незабаром були захоплені й інші сусідні міста, такі як Нефін (сучасний Енфе) і Ле Бутрон (сучасний Батрун). Петро з Гібелета утримував свої землі навколо Гібелета (сучасний Бібл) ще близько 10 років в обмін на сплату данини султану.

## Наслідки
Два роки потому Акра, останній великий форпост хрестоносців на Святій Землі, також був захоплений під час облоги Акри в 1291 році. Багато істориків вважали, що це ознаменувало кінець Хрестових походів, хоча на півночі ще залишалося кілька інших територій, у Тартусі та Атліті. Однак останній із них, невеликий гарнізон тамплієрів на острові-місті Руад, був захоплений під час облоги у 1302 році. З падінням Руаду була втрачена остання територія в Леванті (Святій Землі), яка ще контролювалась хрестоносцями.